# تیتانوسور
تیتانوسور (نام علمی: Titanosaurus) نام یک سرده از زیرراسته سوسمارپاشکلان است.